# Fatucalo
Fatucalo (Fatukalo, Fatukalu) ist ein osttimoresischer Suco im Verwaltungsamt Turiscai (Gemeinde Manufahi).

## Geographie

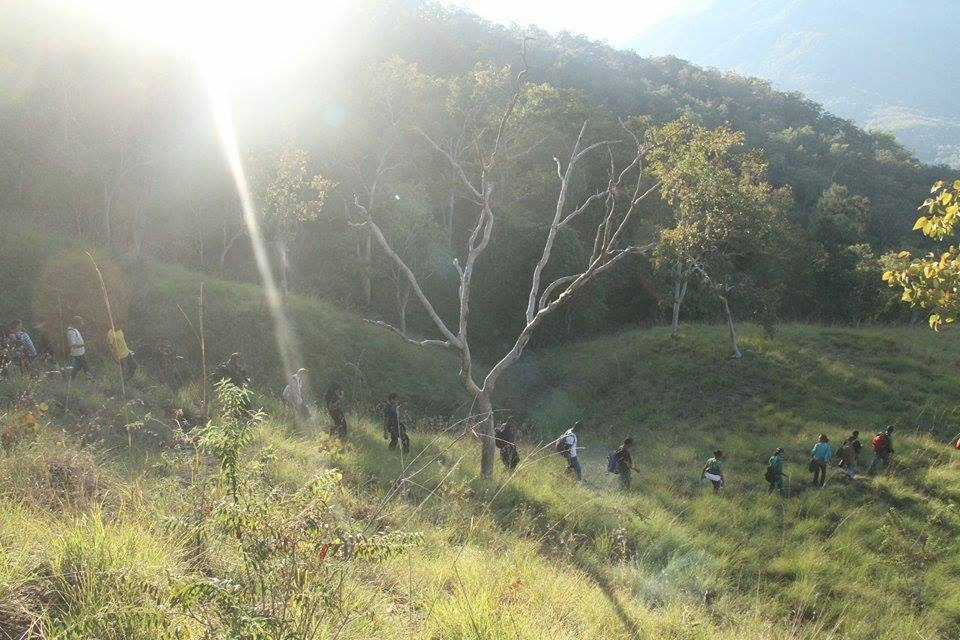
Unterwegs in Fatucalo

Vor der Gebietsreform 2015 hatte Fatucalo eine Fläche von 33,52 km². Nun sind es 32,85 km². Der Suco liegt im Nordosten des Verwaltungsamts Turiscai. Südwestlich liegt der Suco Lessuata, südlich Matorec. Im Nordwesten grenzt Fatucalo an das zur Gemeinde Aileu gehörende Verwaltungsamt Lequidoe mit seinem Suco Faturilau, im Osten an das zur Gemeinde Manatuto gehörende Verwaltungsamt Laclubar mit seinem Suco Fatumaquerec. Die Westgrenze entlang fließt der Fluss Aibeli, bis er an der Grenze zu Faturilau in den Lana mündet. Dieser wird später zum Eratihamaubere. Die Flüsse gehören zum System des Nördlichen Laclós.
Größere Straßen, die den Suco mit der Außenwelt verbinden, fehlen. So mussten für die Parlamentswahlen in Osttimor 2007 die Wahlurnen zum Wahllokal in der Escola primaria Fatucalo mit einem Hubschrauber hingebracht und wieder abgeholt werden. Größter Ort ist Lisuata an der Westgrenze von Fatucalo. Im Suco gibt es zwei Grundschulen und einen provisorischen Hubschrauberlandeplatz.
Im Suco befinden sich die zwei Aldeias Darufu und Ermori.

## Einwohner

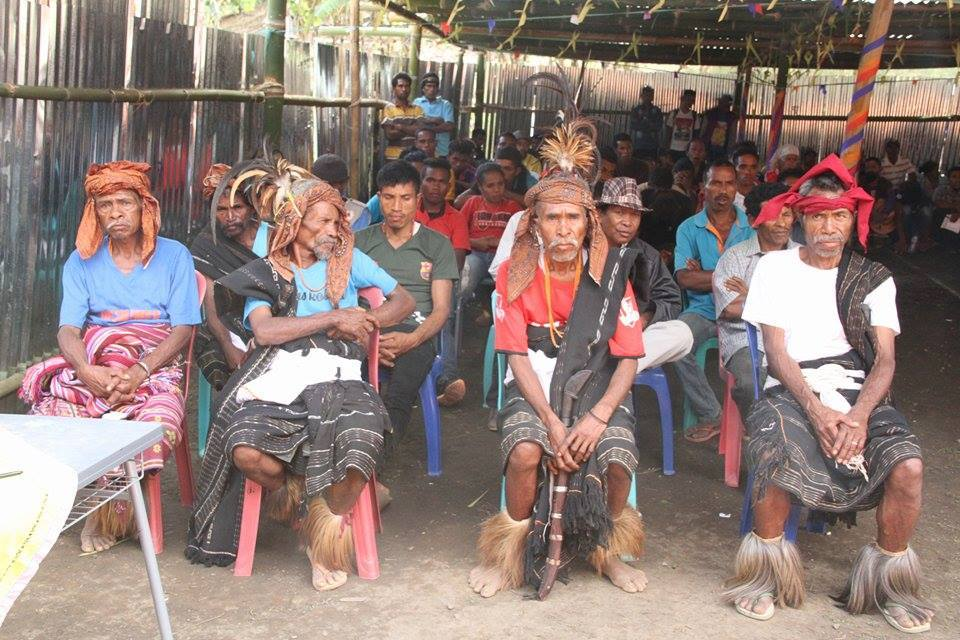
Würdenträger von Fatucalo (2016)

Im Suco leben 476 Einwohner (2022), davon sind 249 Männer und 227 Frauen. Im Suco gibt es 72 Haushalte. Über 82 % der Einwohner geben Idaté als ihre Muttersprache an. Fast 10 % sprechen Tetum Prasa, knapp 7 % Mambai und eine kleine Minderheit Tetum Terik.

## Politik

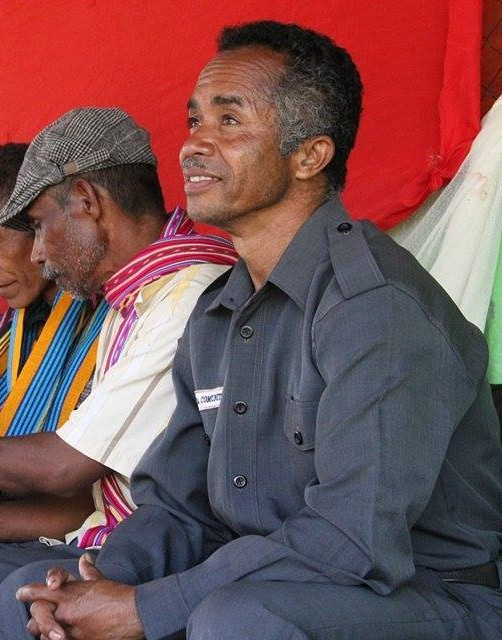
Frederico de Oliveira (2016)

Bei den Wahlen von 2004/2005 wurde Artur dos Santos zum Chefe de Suco gewählt. Bei den Wahlen 2009 gewann Frederico de Oliveira und 2016 Florindo C. Almeida.